# Flamme rouge

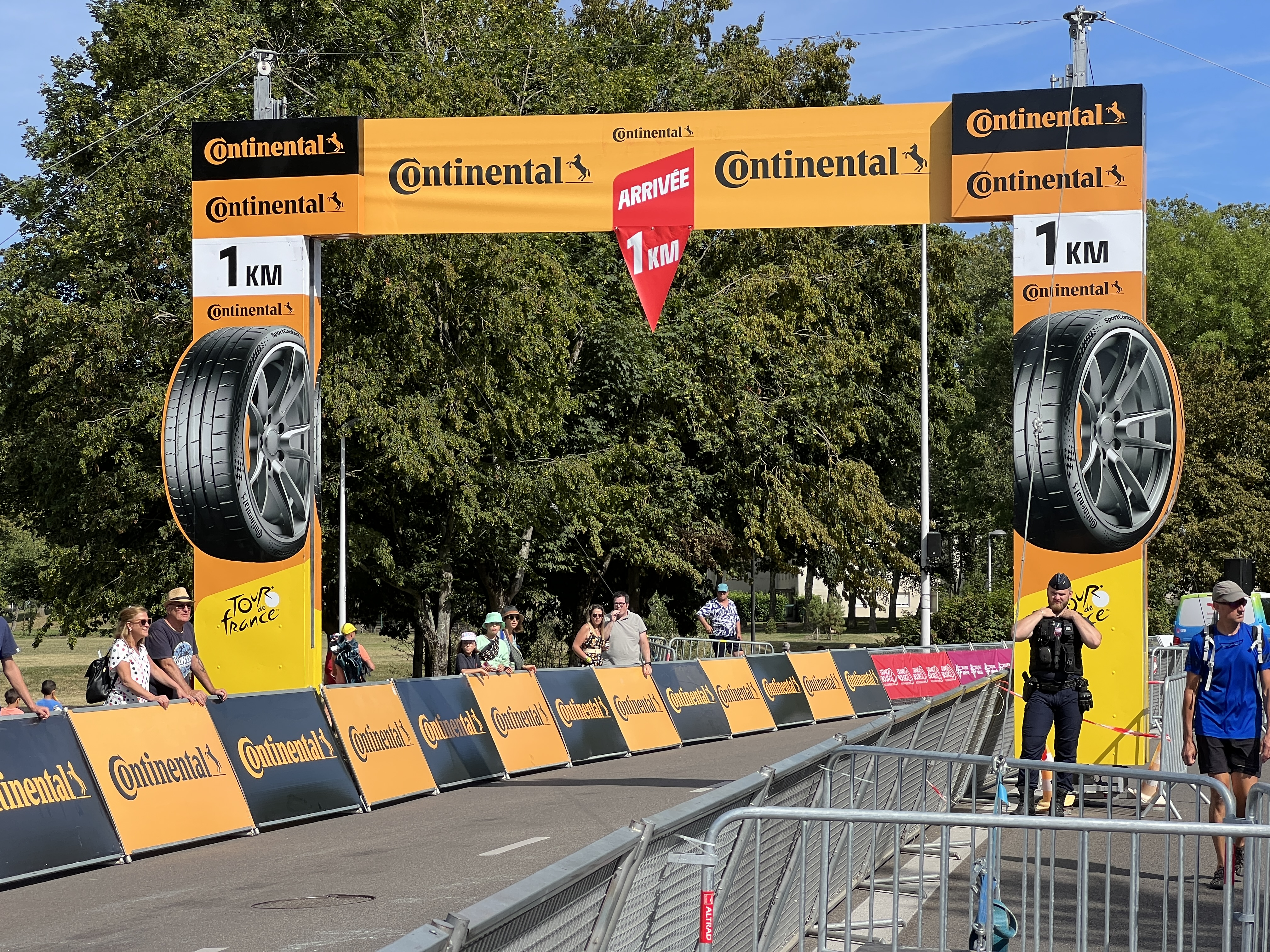
La flamme rouge vid etapp 18 av Tour de France 2023 upphängd i en stabilare konstruktion än sju år tidigare.

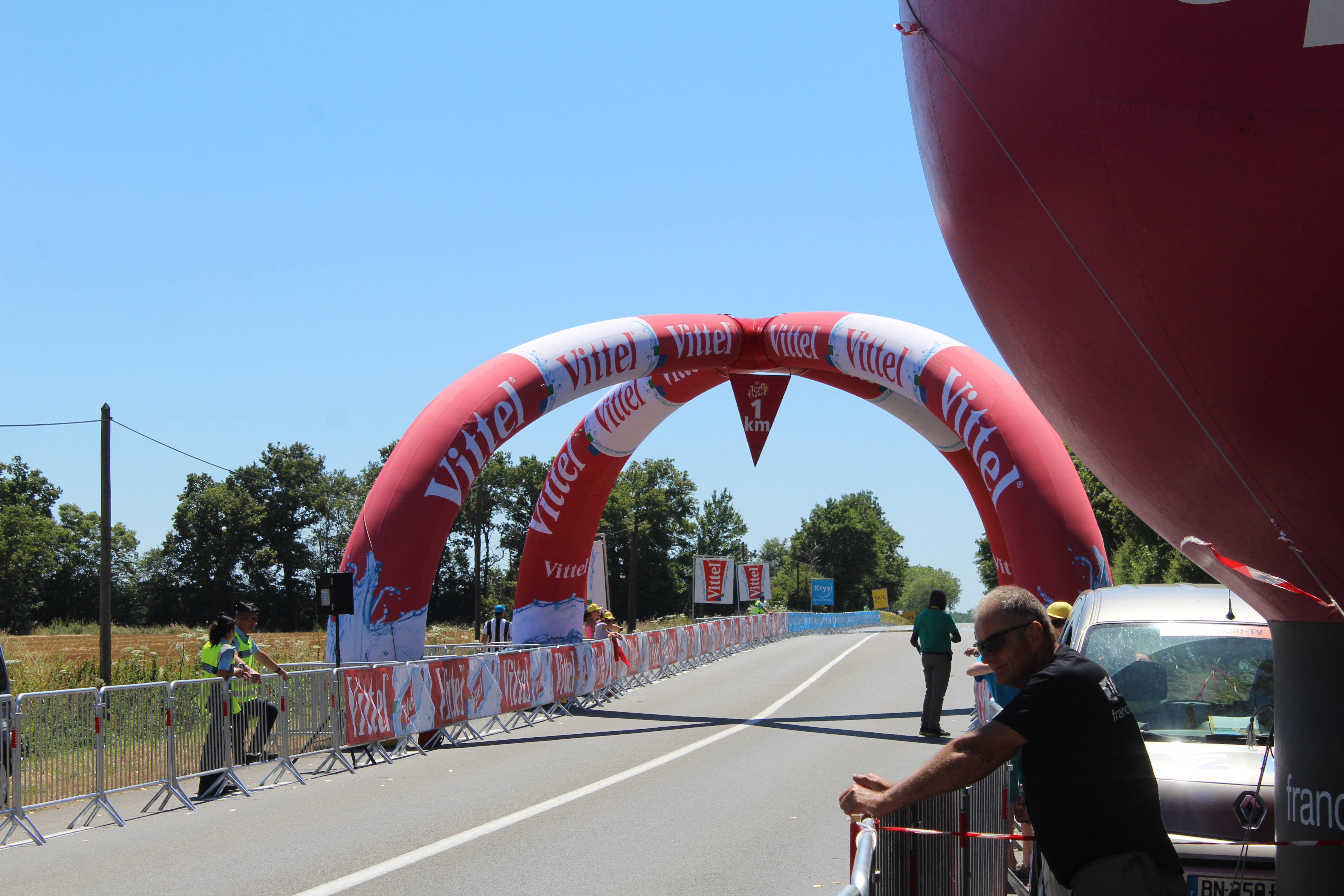
En upplåsbar båge med La flamme rouge på etapp 14 av Tour de France 2016. Sju etapper tidigare hade en likadan kollapsat över banan.

(La) flamme rouge (franska, "Röda vimpeln" eller "Röda flamman") betecknar den röda vimpel som hänger mitt över vägen på ett cykellopp och markerar att det är en kilometer kvar till mållinjen. Den infördes vid Tour de France 1906 och har sedan blivit standard vid många landsväglopp i cykling och är föreskriven i UCIs tävlingsbestämmelser ("den sista kilometern skall markeras med en röd triangel"). En röd vimpel har sedan använts även i andra sporter för att markera att sista kilometern börjar.
Vid den sjunde etappen av Tour de France 2016 gick luften ur en uppblåsbar båge, i vilken den "röda flamman" hängde, och hela konstruktionen föll ner över cyklisterna när de passerade. Denna händelse bidrog till att uppblåsbara strukturer på vägen, eller över densamma, belades med restriktioner av UCI från 2018 och förbjöds helt (utom vid startlinjen) från 2022.
Flamme rouge skall inte förväxlas med Lanterne rouge, som betecknar den deltagare som ligger på sista plats i Tour de Frances totalställning.
För nationella landsvägstävlingar i Sverige gäller från 2022: "En (1) km till mål ska markeras med röd vimpel, som kan fästas på banderoll, hängande över vägen eller med en
på höger sida av vägen väl synlig skylt med texten '1 km' ".

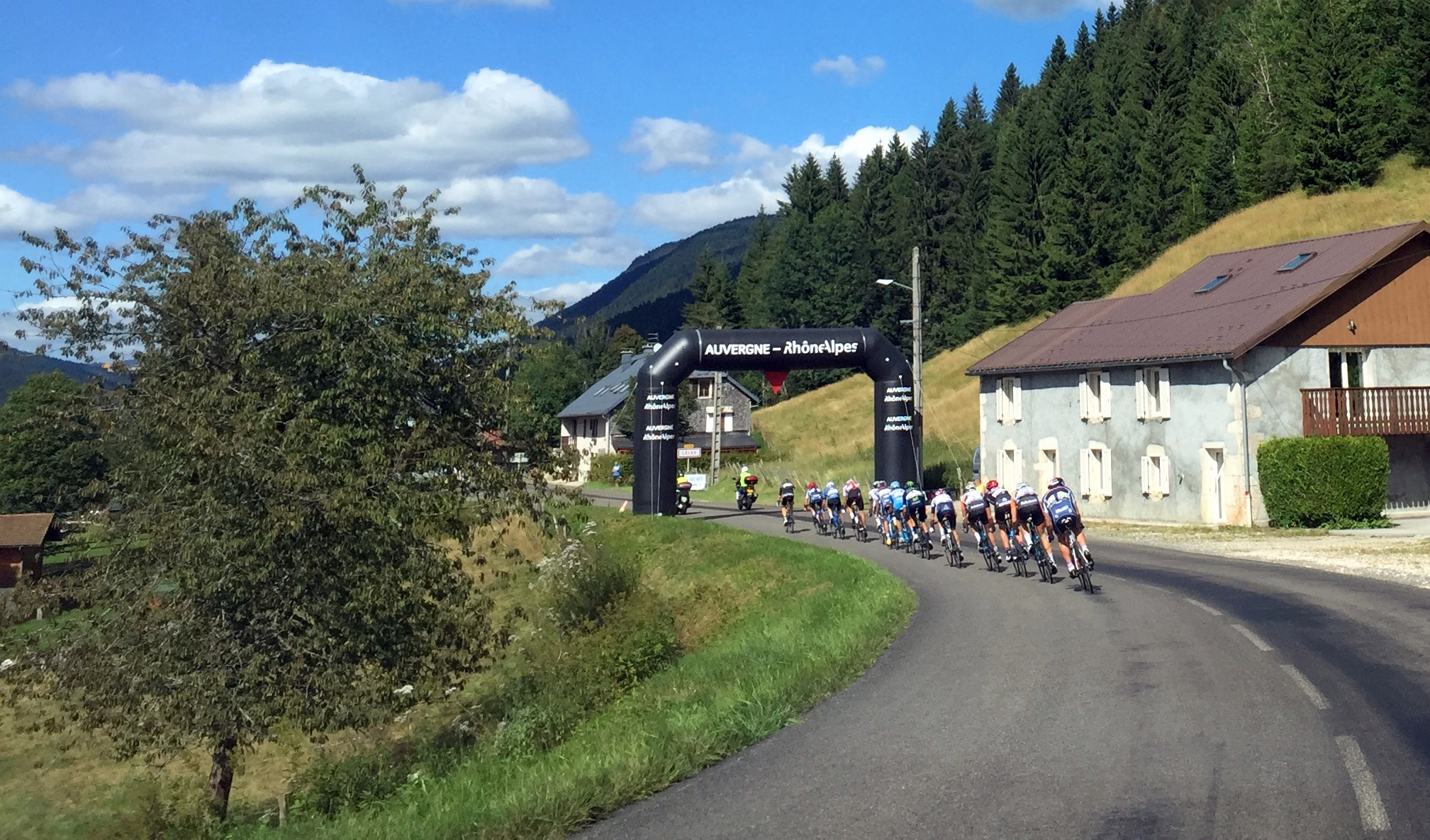
La flamme rouge vid etapp 3 av Tour de l'Ain 2016.
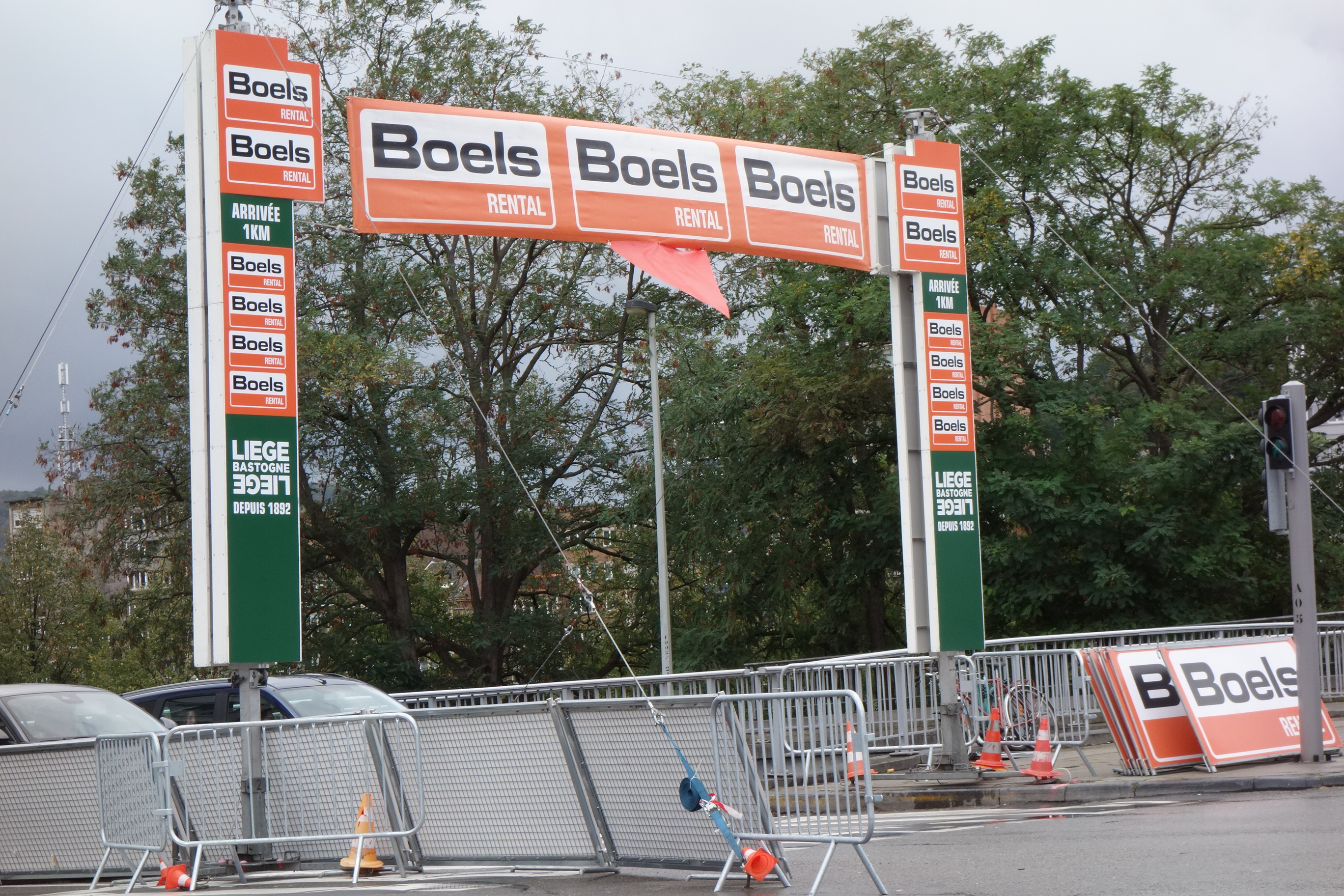
La flamme rouge vid Liège–Bastogne–Liège 2020.